# Varessia
Varessia foi uma comuna francesa na região administrativa de Borgonha-Franco-Condado, no departamento de Jura. Estendia-se por uma área de 1,83 km². Em 2010 a comuna tinha 40 habitantes (densidade: 21,9 hab./km²).
Em 1 de janeiro de 2016, passou a formar parte da nova comuna de La Chailleuse.